# Municipio de Harrison (condado de Preble)
El municipio de Harrison (en inglés: Harrison Township) es un municipio ubicado en el condado de Preble en el estado estadounidense de Ohio. En el año 2010 tenía una población de 4594 habitantes y una densidad poblacional de 49,52 personas por km².

## Geografía
El municipio de Harrison se encuentra ubicado en las coordenadas 39°52′38″N 84°32′4″O / 39.87722, -84.53444. Según la Oficina del Censo de los Estados Unidos, el municipio tiene una superficie total de 92.76 km², de la cual 92,51 km² corresponden a tierra firme y (0,27 %) 0,25 km² es agua.

## Demografía
Según el censo de 2010, había 4594 personas residiendo en el municipio de Harrison. La densidad de población era de 49,52 hab./km². De los 4594 habitantes, el municipio de Harrison estaba compuesto por el 98,22 % blancos, el 0,22 % eran afroamericanos, el 0,15 % eran amerindios, el 0,33 % eran asiáticos, el 0,04 % eran de otras razas y el 1,04 % eran de una mezcla de razas. Del total de la población el 0,46 % eran hispanos o latinos de cualquier raza.